# Bogensee
Bogensee es un pequeño lago cerca de Wandlitz en el estado alemán de Brandeburgo, ubicado a unos 15 kilómetros al norte de los límites de la ciudad de Berlín. El lago, de forma ovalada, es una reliquia de la última edad de hielo, se encuentra en la meseta de Barnim y parte del parque natural de Barnim. Cubre un área de aproximadamente 9200 m²  y tiene 180 m de ancho (Oeste-Este) y 300 m de largo (Sur-Norte). La profundidad máxima se da como 2,5 m (8,2 pies). Las fincas circundantes de Lanke fueron adquiridas por la ciudad de Berlín en 1919. No hay edificios, caminos o playas directamente en las orillas del lago, sin embargo, circunda a la casa de campo del Ministro de Ilustración Pública y Propaganda, como así también, mano derecha de Adolf Hitler, Joseph Goebbels y Magda Goebbels, su esposa. Luego, fue reconocida por su posterior uso como Colegio Juvenil por la Juventud Alemana Libre, cuyos edificios están bajo protección de monumento.
Actualmente, los edificios están en venta, pero nadie quiere la casa de los Goebbels.

## Bogensee desde adentro
El lago ovalado cubre un área de unos 9300 m² con una extensión oeste-este (ancho) de unos 180 metros y una extensión norte-sur (longitud) de unos 300 metros. Es una reliquia de la última edad de hielo y se alimenta de los prados de primavera en su área del banco occidental. La profundidad máxima se especifica como 2,50 metros. 
No hay áreas urbanizadas directamente en sus costas, y ni una playa para bañarse ni un camino de banco están disponibles. El lago está catalogado como aguas de pesca F 03–125. Hay (a partir de 2008) un sendero natural con tableros explicativos creados por la administración forestal.
La popularidad de este lago se basa en la historia del desarrollo y, en particular, en el uso de estos edificios durante la era nazi, la era de la posguerra y la era de la RDA. Estos edificios se encuentran a unos 500 metros al noroeste de la orilla del lago.

## Goebbels, su mansión y Bogensee

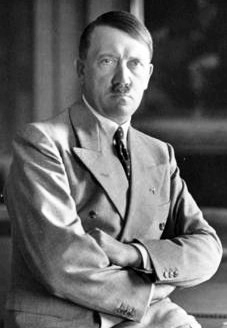
Adolf Hitler, líder berlinés y de toda Alemania, en 1936. Año en que Goebbels recibió la estancia.

Como ya se ha dicho, Bogensee es conocido por ser el antiguo retiro de verano del ministro nazi Joseph Goebbels, ubicado a 500 metros al noroeste de la costa. El local fue dedicado a Goebbels por la administración de la ciudad de Berlín con motivo de su 39 cumpleaños en 1936; Joseph Goebbels, tenía una casa de campo extendida erigida en el sitio hasta 1939, que incluía un cine privado, un búnker y barracones de las SS adyacentes. Cofinanciado por la compañía cinematográfica UFA, el edificio se convirtió en un lugar popular para actores de cine como Zarah Leander, Emil Jannings o Heinz Rühmann. Además de la casa, el cuestionado ministro y Führer del Tercer Reich por poco días, recibió 496,3 hectáreas de campo en la región.
Joseph Goebbels usó la casa como un «nido de amor». Goebbels decía al respecto de su casa: «Es un idilio de soledad.» Además de sus dichos, el ministro la bautizó como «Villa Bogensee».
Como la casa ya no cumplía con los requisitos de Goebbels, construyó una nueva casa de campo al noroeste del lago, a cierta distancia de la costa, hasta 1939 según un diseño de Heinrich Schweitzer bajo el liderazgo del arquitecto Hugo Constantin Bartels. 

### La edificación
El edificio principal con techo a dos aguas y base de piedra natural tenía 30 habitaciones con una superficie construida de 1600 m².  También hubo una granja y una casa de huéspedes con salas de reuniones, que también las SS se alojaban. Cuando las obras de remodelación fueron finalizadas, en 1939, la villa contaba con 40 habitaciones, otras 70 para el personal de servicio, una sala de cine de 100 metros cuadrados y un búnker. En 1944, la instalación recibió un búnker de la casa debido al aumento de los ataques aéreos en Berlín y sus alrededores. La casa de campo estaba equipada con su propia planta de tratamiento de agua y alcantarillado, aire acondicionado apenas visible, un cine, ventanas que se podían bajar y una habitación con dos chimeneas. 

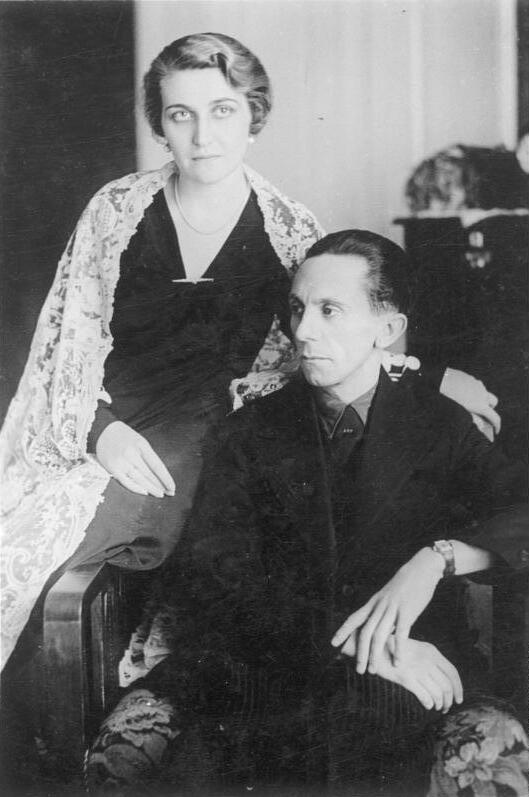
Magda Goebbels y Joseph Goebbels

### Ascenso al cine de las estrellas arias
En su diario, el ministro de Ilustración y Propaganda Nazi anotó: «Aquí se puede pensar, trabajar, leer y no recibir llamadas telefónicas ni correspondencia.»
Goebbels aprovechó la idílica soledad para dar rienda suelta a su feroz apetito sexual, que le valió el apodo de «el macho de Babelsberg». El ministro de propaganda de Hitler había expulsado de los famosos estudios de cine a las actrices de origen judío, y las reemplazó por bellas artistas arias a las que seducía en su nido de amor, una costumbre que le valió el reproche de Hitler. Su esposa, Magda Goebbels, llegó a pedirle el divorcio por las lujuriosas y libertinas conductas de su esposo, pero el Reichskanzler, Adolf Hitler, pidió la moderación por respeto al momento que Alemania Nazi estaba pasando en la guerra, ya que no estaba para problemas de farándula. La activista nazi Magdalena Behrend, con apellido de casada Goebbels, supo entender a su líder a quien seguía con tanta devoción. 
No obstante los problemas de «farándula» y «chusmerío», la mansión le ha permitido a Goebbels escribir discursos de odio muy profundos que luego pronunciaría su líder, Adolf Hitler.

### Suicidio de Goebbels y comunismo
Joseph y Magda Goebbels se suicidaron, tras envenenar a sus seis hijos, en el búnker de Hitler. Pero la villa ha sabido superar las bombas de los aliados y se convirtió, casi irónicamente, en un exclusivo centro que fue usado por las juventudes comunistas del nuevo régimen hasta que el famoso muro de Berlín se derrumbó en 1989.

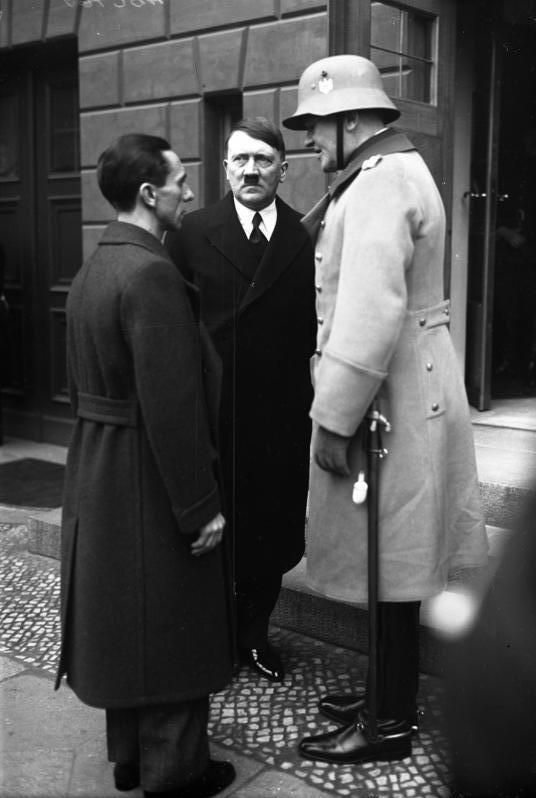
Goebbels (izquierda), Hitler (medio) y vom Blomberg (derecha)

El área de Bogensee, custodiada por una unidad de élite de las SS, fue ocupada por las tropas del Ejército Rojo durante la Batalla de Berlín a fines de abril de 1945. En los siguientes diez meses de uso por las fuerzas armadas soviéticas, sirvió temporalmente como hospital militar. Después de que el personal militar abandonó el sitio el 27 de febrero de 1946, el sitio y los edificios fueron entregados al Comité Provincial de la Juventud a principios de marzo de 1946. Poco después, Erich Honecker, cofundador de la Juventud Alemana Libre (FDJ), contactó a la administración militar soviética en Alemania. (SMAD) con la solicitud para el establecimiento de una escuela central de liderazgo juvenil, que fue establecida a principios de abril de 1946 por el Comité Organizador Central de la FDJ en el complejo de edificios en Bogensee. La escuela central de la FDJ inicialmente llevaba el nombre de «Waldhof am Bogensee», que provenía del período anterior a la guerra y estaba ubicado sobre la entrada principal de la casa de campo Goebbels.

### Actualidad
En enero de 2015, se fundó una asociación de desarrollo para preservar el edificio y usarlo como una academia internacional con ofertas educativas para académicos de áreas de crisis.
Las últimas decisiones de la ciudad de Berlín ahora estipulan que el sitio no se venderá. Primero, no hubo conceptos de uso razonables en licitaciones adicionales, y en segundo lugar, los responsables temen que después de la expiración del uso legalmente fijo de diez años en el contrato de compra, los grupos extremistas de derecha puedan aparecer como usuarios a través de hombres de paja anteriores. Específicamente, el director gerente de Berliner Immobilienmanagement GmbH , Birgit Möhring, dijo: «No podemos influir permanentemente en quién usa la propiedad. Y allí tenemos dolor abdominal.» Es por eso que el objetivo es concluir un contrato de arrendamiento a largo plazo. 
El mantenimiento de la estancia «ex-Goebbels» le cuesta al gobierno berlinés 150 000 euros al año, pero Marlies Mache, la portavoz de la agencia que administra las propiedades que desea vender la estancia, dice: «No tenemos prisa en vender la propiedad» y sostiene que «no queremos que el complejo caiga en manos equivocadas y por eso exigimos a los interesados que señalen claramente qué desean hacer en él».

## Literatura y cine

### Literatura
De aquí salieron a la luz muchísimas actrices arias que dieron origen a películas del Reich. Sin embargo, se ha escrito sobre la casa:
- Jana Dimmey y Katrin Matthes: Sillas rojas: los terrenos en Bogensee, la Universidad FDJ y la sede de Goebbels . Kehrer Verlag, 2009,

- Rainer Strzolka y Martina Hellmich: The FDJ Party University en Bogensee, cerca de Berlín. Hannover: Verlag für Ethnologie Clemens Koechert 2013,

- Jorge Yaco: El oro de Berlín. 2015.

### Cine
Camarada, ¿dónde estás hoy?, fue producida por Kirsi Marie Liimatainen quien asistió a un curso en la Universidad Juvenil en 1988 y realizó una película sobre su estadía.